# جورج بار (لاعب كرة قدم)
جورج بار (بالإنجليزية: George Barr)‏ هو لاعب كرة قدم أمريكي، ولد في 31 ديسمبر 1915 في إدنبرة في المملكة المتحدة، وتوفي في 11 أبريل 2000 في سيوسيت في الولايات المتحدة. لعب مع Brookhattan ‏.